# Bébert (chat)
Pour la bande-dessinée de 1963, voir Bébert.
Bébert est un chat célèbre de Louis-Ferdinand Céline. Du fait de sa présence importante dans l’œuvre de l'auteur, d'abord dans Féerie pour une autre fois et Normance, puis dans la trilogie allemande (D'un château l'autre, Nord, Rigodon), et de sa relation particulière avec son maître, il est souvent considéré comme un personnage à part entière. Il est en outre l'un des chats les plus célèbres de la littérature française, son rôle direct dans les romans aidant à sa renommée.

## Histoire
En 1935, l’acteur Robert Le Vigan, ami de Céline, achète 39 francs un chat à la Samaritaine, pour son épouse. Progressivement délaissé, l'animal est récupéré en 1942 par Lucette Almansor, l'épouse de l'écrivain, alors qu'ils vivent à Montmartre. Paris occupé, Céline fait castrer et établir un certificat de bonne santé par les autorités allemandes afin de pouvoir garder l'animal. Lorsque le couple fuit la capitale, en 1944, pour se réfugier à Sigmaringen au côté des dignitaires du régime de Vichy, ils emmènent le chat avec eux. 
Ce dernier va alors vivre la traversée de l'Allemagne en effondrement que l'écrivain et sa femme parcourent dans leur exil, jusqu'au Danemark. Lorsque Céline rentre en France, et qu'il s'installe à Meudon, Bébert est encore avec lui. Il y meurt en 1952 âgé de 17 ans. 
Le nom choisi pour l’animal n’est pas un hasard, puisque Bébert est le prénom de l’enfant qui meurt de maladie sous le regard impuissant de Ferdinand Bardamu dans Voyage au bout de la nuit. Figure tragique et seul personnage non caricatural de l’œuvre, cet enfant, d'après Pierre-Marie Miroux, incarne l'innocence à travers un paysage de « banlieue parisienne qui ne laisse aucune place à l'espérance ». Les seuls êtres qui trouvent finalement grâce aux yeux de l’écrivain sont les enfants et les animaux, auxquels l'auteur dédie son dernier ouvrage, Rigodon.
Dans l’œuvre autobiographique de l'écrivain, Bébert fait figure de spectateur en dehors de la fureur pourtant bien présente de la guerre, qu'il traverse avec un détachement particulier. Il est pour Céline le moyen de donner au lecteur une figure mythologique et un point de repère, tout en étant confronté à la noirceur et la mort, aux aspects apocalyptiques que la guerre fait surgir de toute part autour du couple Destouches et de leur ami Robert Le Vigan, présent lui aussi.
Au-delà de l'importance du rôle de Bébert dans les romans, l'écrivain portait à cet animal un attachement particulier. Dans sa correspondance avec sa femme, pendant son emprisonnement après la Seconde Guerre mondiale, il est souvent question de ce chat, et l'écrivain éprouve une réelle souffrance face à cette absence,.

## Œuvres dans lesquelles Bébert est présent
- Féerie pour une autre fois, Gallimard, Paris, 1952
- Normance : Féerie pour une autre fois II, Gallimard, Paris, 1954.
- D'un château l'autre, Gallimard, Paris, 1957.
- Nord, Gallimard, Paris, 1960.
- Rigodon, Gallimard, Paris, 1969

## Postérite littéraire
Bébert, devenu immortel,  est un personnage du roman de Jean Raspail, Hurrah Zara !, Paris, Albin Michel, 1998.